# Fujita Masato
Fujita Masato (藤田 優人 Fujita Masato, sinh ngày 8 tháng 5 năm 1986 ở Ōita) là một cầu thủ bóng đá người Nhật Bản thi đấu cho đội bóng J1 League Sagan Tosu.

## Thống kê sự nghiệp
Cập nhật đến ngày 23 tháng 2 năm 2017.
| Thành tích câu lạc bộ | Thành tích câu lạc bộ | Thành tích câu lạc bộ | Giải vô địch | Giải vô địch | Cúp                   | Cúp                   | Cúp Liên đoàn | Cúp Liên đoàn | Châu lục | Châu lục  | Tổng cộng | Tổng cộng |
| Mùa giải              | Câu lạc bộ            | Giải vô địch          | Số trận      | Bàn thắng    | Số trận               | Bàn thắng             | Số trận       | Bàn thắng     | Số trận  | Bàn thắng | Số trận   | Bàn thắng |
| Nhật Bản              | Nhật Bản              | Nhật Bản              | Giải vô địch | Giải vô địch | Cúp Hoàng đế Nhật Bản | Cúp Hoàng đế Nhật Bản | Cúp Liên đoàn | Cúp Liên đoàn | AFC      | AFC       | Tổng cộng | Tổng cộng |
| --------------------- | --------------------- | --------------------- | ------------ | ------------ | --------------------- | --------------------- | ------------- | ------------- | -------- | --------- | --------- | --------- |
| 2009                  | Tokyo Verdy           | J2 League             | 46           | 0            | 1                     | 0                     | -             | -             | -        | -         | 47        | 0         |
| 2010                  | Yokohama F. Marinos   | J1 League             | 5            | 0            | 0                     | 0                     | 2             | 0             | -        | -         | 7         | 0         |
| 2011                  | Yokohama FC           | J2 League             | 34           | 2            | 1                     | 0                     | 0             | 0             | -        | -         | 35        | 2         |
| 2012                  | Kashiwa Reysol        | J1 League             | 14           | 0            | 4                     | 0                     | 3             | 0             | 2        | 0         | 23        | 0         |
| 2013                  | Kashiwa Reysol        | J1 League             | 15           | 0            | 2                     | 0                     | 5             | 0             | 5        | 0         | 27        | 0         |
| 2014                  | Kashiwa Reysol        | J1 League             | 13           | 1            | 0                     | 0                     | 3             | 0             | -        | -         | 16        | 1         |
| 2015                  | Kashiwa Reysol        | J1 League             | 10           | 0            | 1                     | 0                     | 0             | 0             | 3        | 0         | 14        | 0         |
| 2016                  | Sagan Tosu            | J1 League             | 32           | 1            | 2                     | 0                     | 4             | 0             | -        | -         | 38        | 1         |
| Tổng cộng sự nghiệp   | Tổng cộng sự nghiệp   | Tổng cộng sự nghiệp   | 169          | 4            | 11                    | 0                     | 17            | 0             | 10       | 0         | 207       | 4         |